# James-Nunatak
Der James-Nunatak ist ein 410 m hoher Nunatak im Palmerland auf der Antarktischen Halbinsel. Er ragt 8,75 km südlich des Lewis Point an der Wilkins-Küste auf.
Der Nunatak wurde bei der United States Antarctic Service Expedition (1939–1941) im September 1940 aus der Luft fotografiert und wahrscheinlich auch von einem Erkundungsteam am Boden gesichtet. Die Kartierung des Nunatak erfolgte 1947 gemeinschaftlich durch Wissenschaftler der US-amerikanischen Ronne Antarctic Research Expedition (1947–1948) und des Falkland Islands Dependencies Survey (FIDS). Der FIDS benannte ihn nach David Pelham James (1919–1986), Geodät des FIDS in der Hope Bay zwischen 1945 und 1946.